# Сан Вито ди Кадоре
Сан Вѝто ди Кадо̀ре (на италиански: San Vito di Cadore; на ладински: San Vido, Сан Видо) е село и община в Северна Италия, провинция Белуно, регион Венето. Разположено е на 1011 m надморска височина. Населението на общината е 1862 души (към 2014 г.).